# Rhacophorus prominanus
Rhacophorus prominanus är en groddjursart som beskrevs av Smith 1924. Rhacophorus prominanus ingår i släktet Rhacophorus och familjen trädgrodor. IUCN kategoriserar arten globalt som livskraftig. Inga underarter finns listade i Catalogue of Life.